# Gouvernement Watson
Deakin I Reid
Le gouvernement Watson est le gouvernement travailliste du Premier ministre Chris Watson, au pouvoir en Australie du 27 avril au 18 août 1904. À l'âge de 37 ans, Watson est le plus jeune Premier ministre de l'histoire du pays.
Il s'agit du premier gouvernement travailliste en Australie, le premier dans un pays membre de l'Empire britannique, et le premier gouvernement au monde à être issu du mouvement syndical et ouvrier (à l'exception du gouvernement Dawson dans le Queensland en 1899, déchu dès sa formation et avant d'avoir pu gouverner). À la suite des élections législatives fédérales de décembre 1903, le Parti protectionniste maintient un gouvernement minoritaire avec Alfred Deakin pour Premier ministre. Son parti ne disposant que de vingt-six sièges sur soixante-quinze à la Chambre des représentants, Deakin ne peut gouverner qu'avec le soutien des vingt-trois députés travaillistes, dirigés par Chris Watson. Fin avril 1904, les Travaillistes retirent leur soutien au gouvernement Deakin, provoquant sa chute au Parlement. Soutenu par certains députés protectionnistes, Watson forme le premier gouvernement travailliste de l'histoire. Pour la première fois, un gouvernement est composé de personnes issues de la classe ouvrière. Chris Watson, essentiellement autodidacte, est à l'origine un travailleur et syndicaliste dans l'industrie de la presse. Gregor McGregor, son vice-Président du Conseil exécutif, était ouvrier dans l'industrie du bâtiment avant de perdre la vue. Andrew Fisher et Anderson Dawson ont travaillé dans les mines. Billy Hughes est un homme à tout faire, notamment réparateur de parapluies. Seule exception : H. B. Higgins, avocat et député protectionniste, proche du Parti travailliste par ses convictions, accepte le poste de Procureur général, le Parti travailliste n'ayant aucun juriste expérimenté dans ses rangs. Il deviendra par la suite un juge influent, ordonnant notamment l'établissement d'un salaire minimum en 1907.

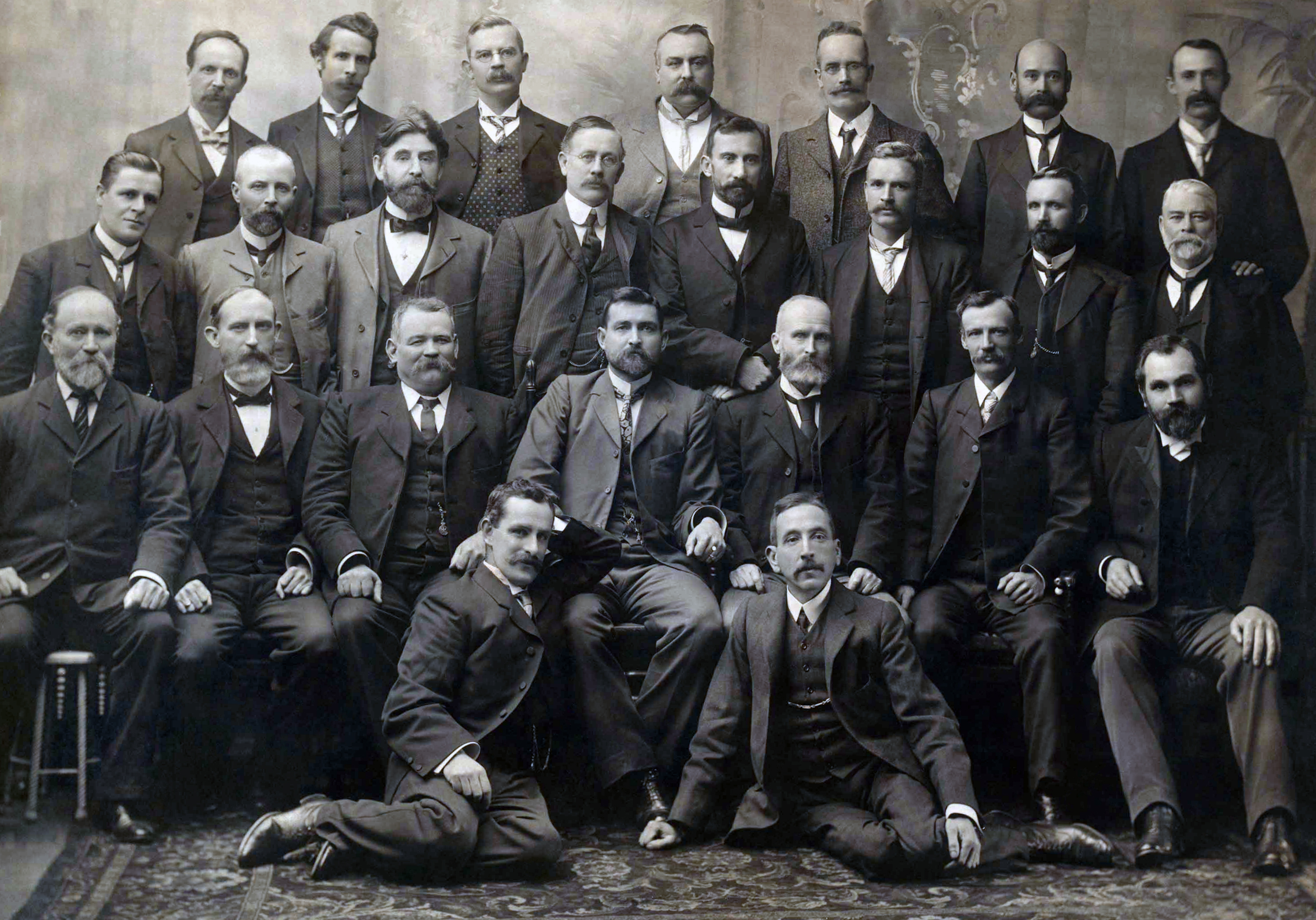
Les députés travaillistes en 1901 - dont Watson, Fisher et Hughes.

L'arrivée au pouvoir de ce gouvernement ouvrier et socialiste étant sans précédent, il suscite l'émoi d'une partie de la population et de la presse. Si le très influent magazine The Bulletin soutient Watson, le Sydney Morning Herald dans un éditorial appelle de ses vœux une chute très rapide du gouvernement. Le Mercury, le Daily Telegraph et d'autres estiment que le gouvernement Watson constitue une expérience dangereuse, voire illégitime, à laquelle il convient de mettre un terme au plus vite. De fait, l'équilibre politique au Parlement demeure potentiellement instable. Les Protectionnistes sont divisés entre ceux qui acceptent de soutenir les Travaillistes, et ceux qui, par anti-socialisme, préfèrent se rapprocher du Parti pour le libre-échange. À l'instar de son prédécesseur, le gouvernement Watson est un gouvernement minoritaire. 
Après moins de quatre mois, suffisamment de députés protectionnistes s'opposent à Watson pour provoquer la chute de son gouvernement au Parlement. George Reid, du Parti pour le libre-échange, lui succède avec paradoxalement le soutien de députés protectionnistes. Le gouvernement Watson n'a pas eu le temps ni les moyens d'introduire de législation conséquente. Son principal projet de loi, pour une loi de conciliation et d'arbitrage, est rejeté par une majorité de députés, provoquant justement sa chute. Néanmoins, ce projet de loi est ensuite repris par le gouvernement Reid et adopté, instituant un arbitrage obligatoire des conflits sociaux, généralement favorable aux travailleurs.
Le gouvernement Watson est le suivant,, :
| Nom | Nom                        | Nom | Fonctions                                     | Parti           |
| --- | -------------------------- | --- | --------------------------------------------- | --------------- |
|     | Chris Watson               |     | Premier ministre, Ministre des Finances       | Travailliste    |
|     | Billy Hughes               |     | Ministre des Affaires étrangères              | Travailliste    |
|     | Henry Bournes Higgins KC   |     | Procureur général                             | Protectionniste |
|     | Lee Batchelor              |     | Ministre de l'Intérieur                       | Travailliste    |
|     | Andrew Fisher              |     | Ministre du Commerce extérieur et des Douanes | Travailliste    |
|     | Anderson Dawson (Sénateur) |     | Ministre de la Défense                        | Travailliste    |
|     | Hugh Mahon                 |     | Ministre des Postes                           | Travailliste    |
|     | Gregor McGregor (Sénateur) |     | Vice-Président du Conseil exécutif            | Travailliste    |